# Култаево
Култаево — село на речках Нижняя Мулянка (приток Камы) и Сарабаиха (приток Нижней Мулянки), в Култаевском сельском поселении Пермского района Пермского края.

## История
Поселение упоминается в письменных источниках с 1623—1624 года как деревня Польская (от слова поле). Другое название — Култаево поле. Являлось владением промышленников Строгановых. Через деревню ранее проходил Московский (он же Казанский) тракт.

## Население
- 1869 (294 человека)
- 1926 (503 человека)
- 2013 (5 067 человек)

| 2002 | 2010  | 2021  |
| ---- | ----- | ----- |
| 4343 | ↗5067 | ↗8476 |

## Известные уроженцы и бывшие жители
- Разинская Виктория Дорофеевна (род. в 1949 г.), кандидат философских наук, доцент. Дочь бывшего председателя колхоза "Россия" Д. Т. Односумова.
- Шумилов Евгений Николаевич (род. в 1951 г.), российский историк-медиевист, кандидат исторических наук.